# Martin Owusu-Antwi
Martin Owusu-Antwi (* 15. April 1995 in Kumasi) ist ein ghanaischer Leichtathlet, der sich auf den Sprint spezialisiert hat. 2019 siegte er mit der ghanaischen 4-mal-100-Meter-Staffel bei den Afrikaspielen in Rabat.

## Sportliche Laufbahn
Erste internationale Erfahrungen sammelte Martin Owusu-Antwi bei der Sommer-Universiade 2015 in Gwangju, bei der er im 100-Meter-Lauf mit 10,97 s im Viertelfinale ausschied und mit der ghanaischen 4-mal-100-Meter-Staffel mit 39,99 s in der Vorrunde ausschied. Im Jahr darauf schied er bei den Afrikameisterschaften in Durban im 200-Meter-Lauf mit 21,02 s im Halbfinale aus und belegte mit der Staffel in 40,21 s den sechsten Platz. 2018 nahm er über 200 Meter an den Commonwealth Games im australischen Gold Coast teil und erreichte dort das Halbfinale, in dem er mit 25,95 s ausschied. 2019 nahm er erstmals an den Afrikaspielen in Rabat teil und gelangte über 200 Meter bis in das Halbfinale, in dem er mit 20,97 s ausschied und mit der Staffel mit neuem Spielerekord von 38,30 s die Goldmedaille gewann. Damit erhielt er einen Startplatz in der Staffel für die Weltmeisterschaften in Doha, bei denen 38,24 s aber nicht für einen Finaleinzug reichten. 2024 schied er bei den Afrikaspielen in Accra mit 47,72 s in der ersten Runde im 400-Meter-Lauf aus. 
Owuseu-Antwi ist Student an der Coppin State University in Baltimore.

## Persönliche Bestleistungen
- 100 Meter: 10,45 s (+0,6 m/s), 11. Mai 2019 in Charlotte
  - 60 Meter (Halle): 6,72 s, 25. Februar 2018 in Boston
- 200 Meter: 20,70 s (+0,3 m/s), 24. Mai 2019 in Jacksonville
  - 200 Meter (Halle): 20,79 s, 25. Februar 2018 in Boston
- 400 Meter: 20. Juli 2019 in Landover
  - 400 Meter (Halle): 47,50 s, 11. Februar 2022 in New York City